# خاركي
بلدية شَرق أو (نقحرة: خاركي) (بالإسبانية: Jarque) هي بلدية تقع في مقاطعة سرقسطة التابعة لمنطقة أراغون شمال شرق إسبانيا.

## الديموغرافيا
بلغ عدد سكان بلدية شرق 543 نسمة عام 2011 (وفقاً للمعهد الوطني الإسباني للإحصاء).
| 804 | 794 | 781 | 771 | 811 | 808 | 543 |